# Volt nekem egy kecském
A Volt nekem egy kecském kezdetű magyar népdalt Kodály Zoltán gyűjtötte a Somogy megyei Bolháson 1922-ben.
Feldolgozás:
| Szerző        | Mire                | Mű                                   | Előadás |
| ------------- | ------------------- | ------------------------------------ | ------- |
| Kodály Zoltán | két énekhang        | Bicinia Hungarica, I. füzet, 13. dal | [ 1 ]   |
| Ludvig József | ének, gitárakkordok | Kis kacsa fürdik…, 25. oldal         |         |

A bolhási gyűjtés szövegének eleje: Zöld ágat eszik a kis kecske. A Bicinia Hungarica-ban Kodály felhasznált egy nagybajomi gyűjtést is, ugyancsak 1922-ből. Ebből való a szöveg is. Eredetileg egyik dallam sem ötfokú; azt Kodály alkotta meg a két dallamból, és ezt a dallamot közölte Magyar népzene című tanulmányában. A dal ebben a formában terjedt el.

## Kotta és dallam
Volt nekem egy kecském, tudod- e,

kertbe rekesztettem, tudod- e,

megette a farkas, tudod- e,

csak a szarvát hagyta, látod- e.

## Felvételek
- Volt nekem egy kecském, tudod-e. Magyar Rádió és Televízió Gyermekkórusa és a Magyar Rádió és Televízió kamarazenekara Csányi László vezényletével  YouTube (1985. június 21.)  (Hozzáférés: 2016. május 6.) (audió)
- Állatos énekek - Volt nekem egy kecském. Szvorák Katalin  YouTube (2002. november 12.)  (Hozzáférés: 2016. május 6.) (audió)

## Kapcsolódó lapok
- Én édes, szép pintes üvegem (hasonló dallam)